# Stazione di Chieti

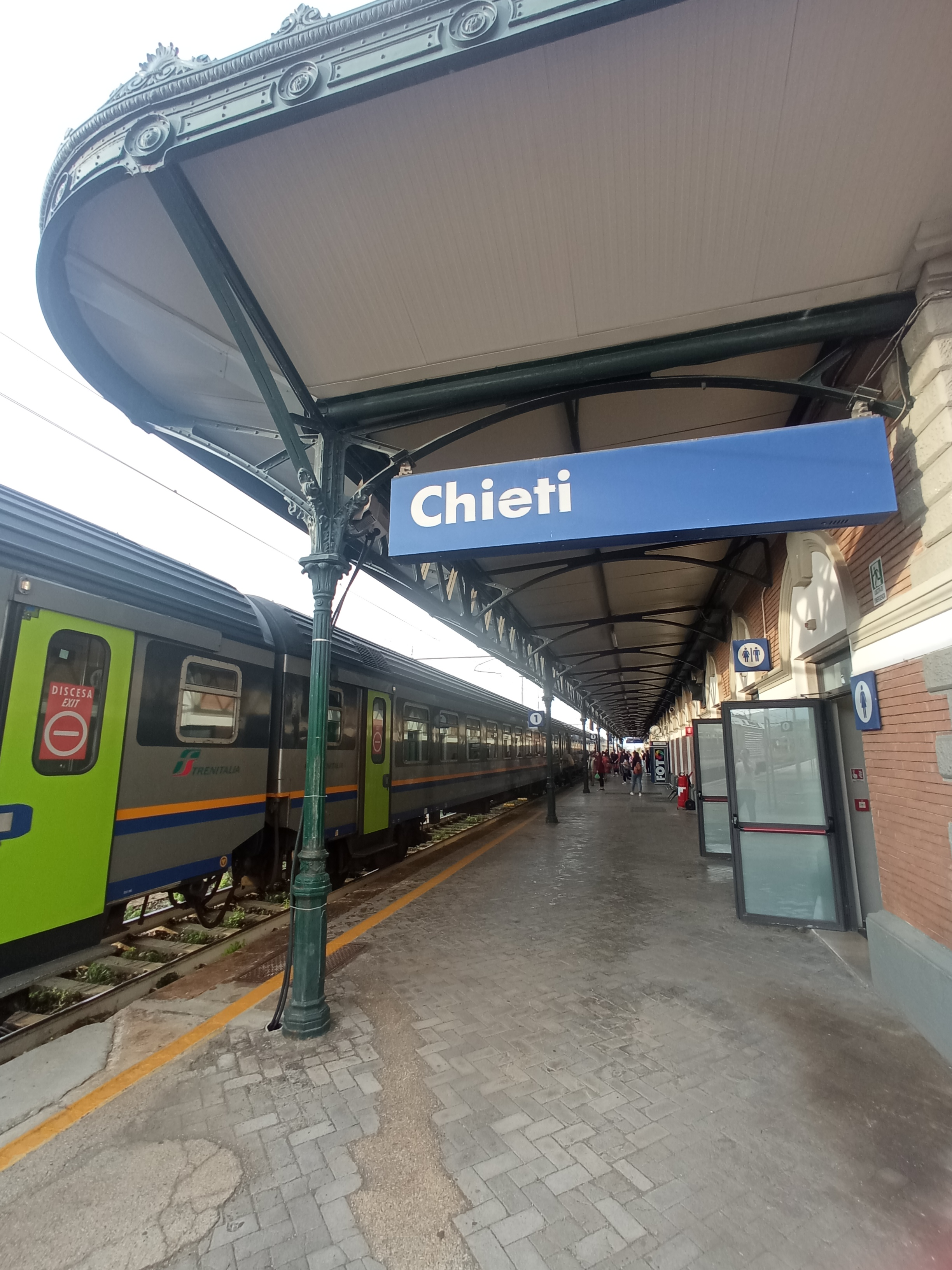
piazzale esterno della stazione

La stazione di Chieti è una stazione ferroviaria della ferrovia Roma-Sulmona-Pescara a servizio del comune di Chieti.
Inaugurata il 1º marzo del 1873 sull'appena terminato tratto ferroviario Pescara-Popoli, è situata al centro della parte bassa della città, denominata appunto Chieti Scalo. Per la precisione si trova all'intersezione tra via Colonnetta (che porta alla parte alta della città, il centro storico, distante circa 4 km) e la via Tiburtina Valeria, che, nel tratto urbano, prende il nome di viale Abruzzo in direzione Roma e di viale Benedetto Croce verso Pescara.

## Strutture e impianti

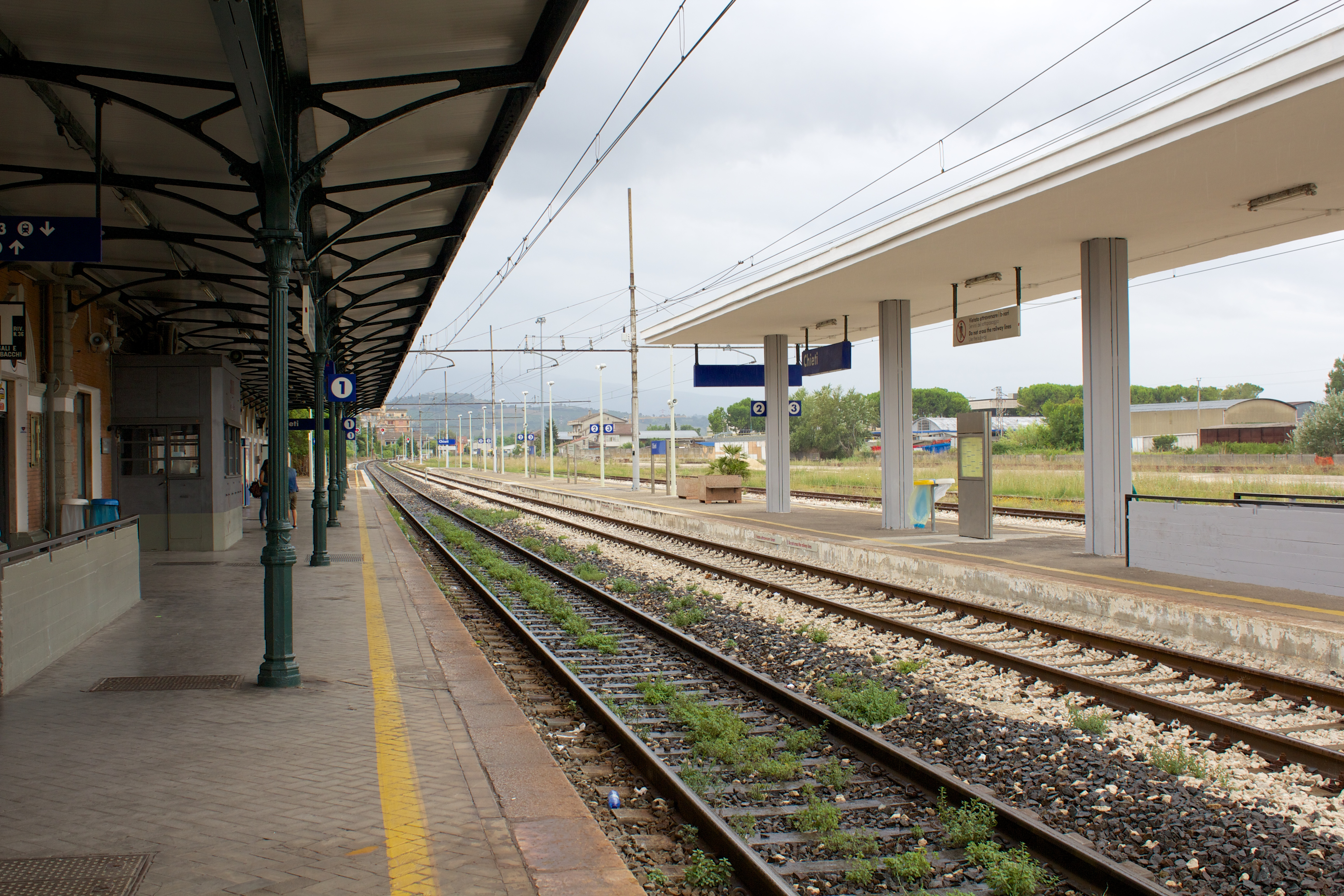
Piazzale binari della stazione

L'impianto è gestito da Rete Ferroviaria Italiana (RFI). Il fabbricato viaggiatori si compone di tre corpi uniti, ognuno su due livelli: tutti e tre i corpi, al piano terra, dispongono di tre archi mentre al piano superiore dispongono di tre finestre centinate corredate da cornicione; il corpo centrale si trova in una posizione più avanzata rispetto ai due corpi laterali. Il piano superiore dell'intero fabbricato viaggiatori è in muratura intonacata ed è tinteggiato di bianco mentre il piano terra è in laterizio faccia a vista. Adiacente al fabbricato viaggiatori, lato est, c'è un edificio a un solo piano, in mattone, costruito in epoca successiva rispetto al fabbricato principale, che ospita un consultorio familiare.
Il piazzale ferroviario è composto da tre binari: il primo è di corretto tracciato mentre gli altri due vengono usati per gli incroci e le precedenze fra i treni o per i treni che hanno come capolinea Chieti; questi binari sono dotati di banchina e collegati fra loro da un sottopassaggio pedonale. Sono inoltre presenti altri binari utilizzati per il ricovero dei treni merci.
Le Ferrovie dello Stato hanno ceduto in locazione al comune di Chieti l'area dell'ex scalo merci al fine di dotare la zona di un'adeguata area a parcheggio. Il nuovo parcheggio è stato inaugurato nel gennaio 2012.

## Movimento
La stazione è servita da treni regionali e regionali veloci gestiti da Trenitalia e da Trasporto Unico Abruzzese nell'ambito del contratto di servizio stipulato con la regione Abruzzo.

## Servizi
La stazione, che a fini commerciali RFI classifica nella categoria silver, offre i seguenti servizi:
- Biglietteria a sportello
- Biglietteria self-service
- Sala d'attesa
- Servizi igienici

## Interscambi
- Fermata filobus
- Stazione taxi